# 约翰·弥尔顿
约翰·弥尔顿（英語：John Milton，1608年12月9日—1674年11月8日），英国诗人，思想家。英格蘭共和国时期曾出任公务员。因其史诗《失乐园》和反对书报审查制的《论出版自由》而闻名于后世。
因为反对查理一世的宗教改革，就放弃神职转向文学创作，代表作《失乐园》。

## 生平
弥尔顿的一生几乎与斯图亚特王朝相伴而行，他的诗歌创作和政治观点伴随英国革命而发展，当1674年已经失明的弥尔顿去世时，弥尔顿依然没有放弃自己的政治选择，并且他的观点在此后广泛影响了整个欧洲的政治和宗教信仰。

### 早年生涯
1608年12月9日，生于伦敦一个富裕的清教徒家庭。

### 剑桥岁月
1625年进入剑桥大学，作为一个才华横溢的学者，弥尔顿在剑桥大学的基督学院完成他的学士学位和1632年硕士学位后，便开始专心于诗歌写作。

### 创作、学习和旅行岁月
1632年至1638年五年间，弥尔顿辞去了政府部门的工作，住到他父亲郊外的别墅中，整日整夜的阅读，他几乎看全了当时所有英语、希腊语、拉丁语和意大利语作品。在这段时期弥尔顿写作了《酒神之假面舞会》等一些作品。1638年，弥尔顿去欧洲旅行，他在意大利停留了大部分时间。访问过当时已被囚禁的伽利略，并同意大利人文主义者有所交往。由于英国动荡的宗教局面弥尔顿提前回国，他所写的一些小册子被歪曲，他本人也被烙上了激进分子的烙印。

### 内战、婚姻和仕途
1642年，弥尔顿与玛利·普威尔结婚，新娘只有17岁。六个星期后，无法处理好新婚生活的玛利回到了她父母家，弥尔顿写信要求离婚。但最终他们和解了，玛利为弥尔顿生下了四个孩子，其中的一个孩子生下没多久就夭折了。
中年以后，弥尔顿从政，他写了许多观点鲜明的政治文章；其时恰逢英国内战，共和、复辟大动乱；克伦威尔派的弥尔顿曾在其国务会议中任拉丁文秘书。
弥尔顿曾多次写一些论述离婚的小册子。1644年，因为这类小册子，再次被国会招去质询，恼怒之际，慷慨陈辞，诞生言论出版史上里程碑式的文献——《论出版自由》。但这次充满激情和思辨的演讲在当时并未引起太大反响，出版许可制度在半个世纪后才在英国叫停。不过，由于美国独立战争和法国大革命，弥尔顿的思想逐渐被世人认识并受到推崇。《论出版自由》被译为多种文字，流传开来。
1652年，玛利病逝。1654年，弥尔顿原本就衰弱的视力变得更坏，他彻底失明了。
1656年，弥尔顿再婚，两年后，这位新妻子因为难产而死。
1660年查理二世复辟，弥尔顿被捕入狱，退出政治活动，致力诗歌创作。在双目失明的情况下，口述完成使他名扬后世的三部伟大著作：《失乐园》和《复乐园》，诗剧《力士参孙》。
1663年，弥尔顿最后一次结婚，妻子是伊丽莎白·明萨尔，这段婚姻比较幸福。
弥尔顿死于1674年11月8日，死后他与乔叟、莎士比亚齐名。

## 影响及评价

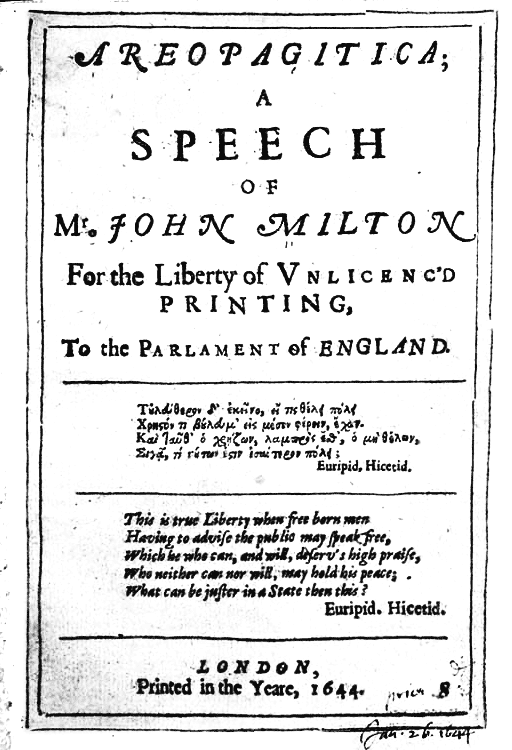
1644年《论出版自由》的封面

弥尔顿首先是一位文学家，在诗歌创作上有杰出贡献。同时，作为一位思想家，他的《论出版自由》成为言论出版史上自由主义的里程碑，和后来密尔的《论自由》一道，被视为报刊出版自由理论的经典文献。但需要说明的是，《论出版自由》1644年获许出版，流传不广，影响不大，直到1778年才第一次再版。不过，由于美国独立战争和法国大革命，弥尔顿的思想逐渐被世人认识并受到推崇。《论出版自由》被译为多种文字，流传开来。由此确立的言论自由基石：“观点的自由市场”和“真理的自我修正”影响一直持续至今。维基百科的编辑和书写理念也源于此。
“弥尔顿本人也是一名书报检查官，他主张尽可能多的自由，主张使用限制的最低原则，即此自由不能侵犯彼自由。”

### 代表作品一览

#### 诗歌与戏剧
1. 《酒神之假面舞会（英语：Comus (John Milton)）》（the masque Comus，1634年）
2. 《失樂園》（Paradise Lost，1667年）
3. 《復樂園》（Paradise Regained，1671年）
4. 《力士参孙》（Samson Agonistes，1671年）

#### 散文与政论
1. 《论出版自由》（Areopagitica：A Speech for the Liberty of Unlicensed Printing，1644年）
2. 《为英国人民声辩》（Defensio pro Populo Anglicano，1651年）
3. 《建设自由共和国的简易方法》（The Ready and Easy Way to Establish a Free Commonwealth，1660年）